# Nucleaire voetbal

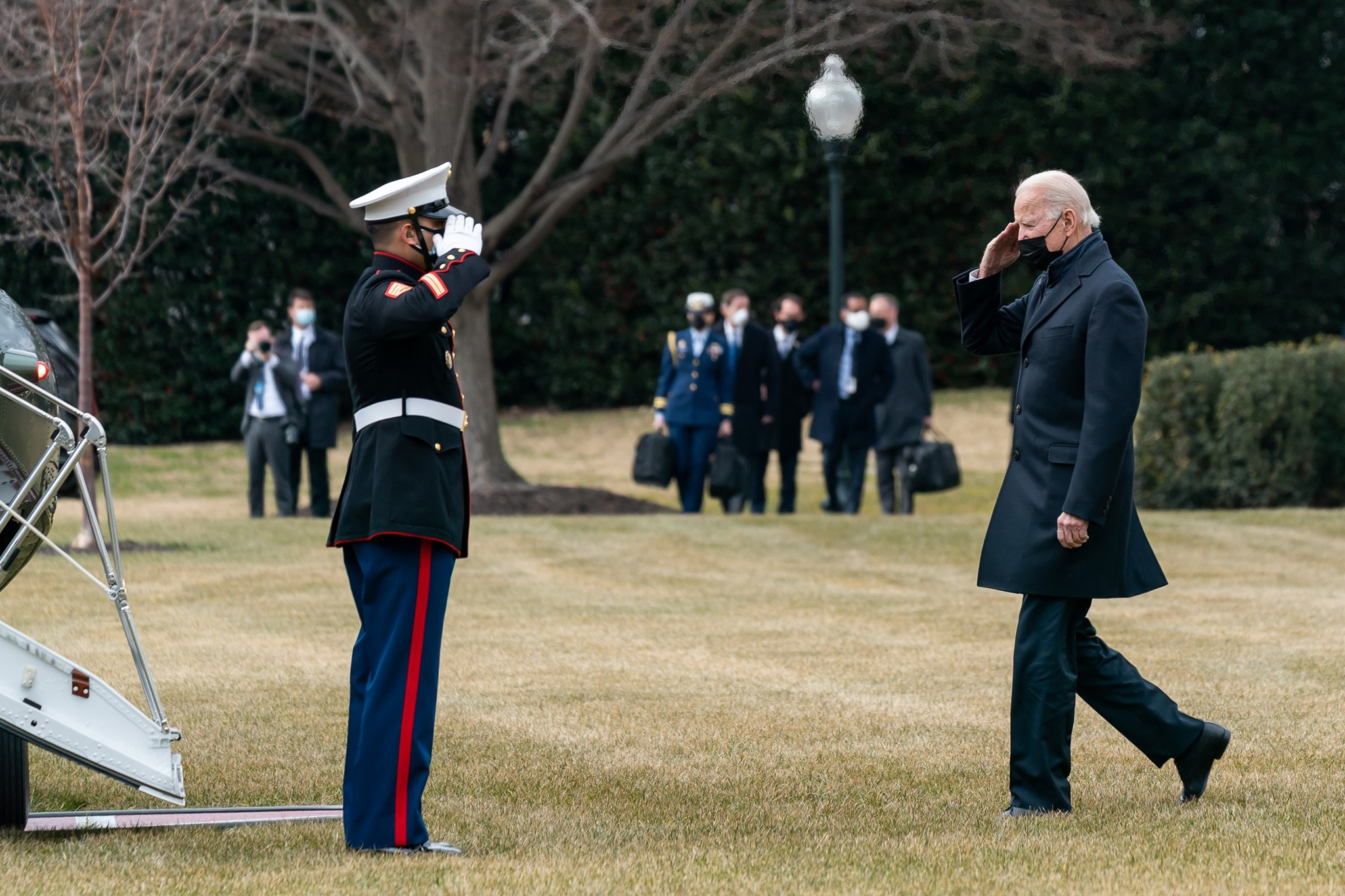
Joe Biden met op de achtergrond een militair met de nucleaire voetbal

De nucleaire voetbal is een koffer van de president van de Verenigde Staten die alle benodigdheden bevat voor het uitvoeren van een nucleaire aanval. Het wordt te allen tijde gedragen door een militair die de president overal vergezelt. De koffer is in aanwezigheid van de president vanaf het moment dat hij de eed aflegt tot het moment dat hij officieel zijn ambt neerlegt.
In de koffer bevindt zich twintig kilo aan apparatuur en gecodeerde gegevens, waarmee de president een nucleaire aanval kan starten als hij zich niet in de buurt van een militair commandocentrum bevindt.
Er zijn zeker drie of vier identieke koffers. Eén blijft bij de president, één bij de vicepresident en er is er ook een voor de aangewezen overlevende (designated survivor) tijdens gelegenheden zoals inauguraties of de jaarlijkse State of the Union-toespraak van de president in het parlement.